# Agrotis bipars
Agrotis bipars là một loài bướm đêm trong họ Noctuidae.